# کورنیل سیس
کورنیل سِیس (انگلیسی: Corneel Seys؛ ۱۲ فوریه ۱۹۱۲ – ۱۰ ژانویه ۱۹۴۴) بازیکن فوتبال اهل بلژیک بود.
وی همچنین در تیم ملی فوتبال بلژیک بازی کرده‌است.